# Eliodoro Marecos Ibarrola
Eliodoro Marecos Ibarrola (Limpio, 3 de julio de 1958) es un ingeniero civil y político paraguayo.

## Biografía
Eliodoro Marecos Ibarrola nació del matrimonio de Modesto Marecos y Juana Elodia Ibarrola Martinez en la ciudad de Limpio, Departamento Central, República del Paraguay, sexto entre nueve hermanos. Está casado con Nidia Teresa Dahlquist Fernández, con quien tiene tres hijos: Elio Adolfo, Juan Ramón y María José.
Graduado de Máster Internacional en Tratamiento de Aguas, el 6 de agosto de 2013, en el Instituto Internacional de Formación Ambiental (IIFA-España) con el proyecto: Determinación de la calidad de las aguas del Río Paraguay. Tramo desde el Distrito de Limpio, altura de la desembocadura del Río Salado, hasta el Distrito de Villeta.
Ingeniero Civil, graduado en la Facultad de Ciencias Físicas y Matemáticas de la Universidad Nacional de Asunción (UNA) - Paraguay. Amplia experiencia profesional en dirección y ejecución de proyectos, en especial en el área de obras civiles (estructura de HºAº y metálica) y sanitarias (sistema de agua potable y alcantarillado sanitario).
Profesor de Matemática, graduado en el Instituto Superior de Educación (ISE).   Docente del Colegio Nacional Miguel María Pfannl de Piquete Cué-Limpio, desde el año 1982 hasta el año 1989, en el área de matemáticas y física.
Realizó sus estudios primarios en la escuela graduada Nº 311 "Obreros Unidos" de Piquete Cué-Limpio y sus estudios secundarios en el colegio nacional San José de Limpio.
Mejor Egresado del Colegio Nacional San José de Limpio, obteniendo la medalla de oro de la Presidencia de la República del Paraguay.
Ministro de Viviendas  de la República del Paraguay (SENAVITAT), desde el 27 de junio de 2012 al 31 de mayo de 2013. Durante su administración aprueba el PLANHAVI mediante Resolución Nº 2567 en fecha 23 de noviembre de 2012, y dispone su implementación en las acciones futuras de la institución. El documento aprobado constituye el primer Plan de Vivienda y Hábitat en Paraguay y el segundo en América Latina, después de Brasil. El acto de presentación oficial del Plan Nacional de Hábitat y Vivienda del Paraguay (PLANHAVI)  tuvo lugar el día jueves 25 de octubre de 2012, a las 9:00 hs, en el Salón Libertad del Palacio de Gobierno. Participaron del acto el Excmo. Presidente de la República Don Federico Franco; el Vicepresidente de la República, Sr. Oscar Denis; el Ministro Secretario Ejecutivo de la Senavitat, Ing. Eliodoro Marecos Ibarrola; el Embajador de la República de Alemania, Dr. Claude Ellner; el Ministro Secretario Ejecutivo de la STP, Fernando Pfannl, otras autoridades nacionales y extranjeras, además, representantes departamentales y municipales, organismos de cooperación internacional, universidades, gremios y representantes de la sociedad civil. El PLANHAVI marca rumbos para una política habitacional de Estado con visión de corto, mediano y largo plazo. Fue elaborado de manera participativa, involucrando a todos los sectores relacionados con la problemática habitacional del país. Cabe indicar que el grave déficit habitacional en Paraguay ya supera las 1.100.000 viviendas, según proyecciones recientes. El plan no solo contempla una importante reducción del déficit habitacional, también, apunta a la cohesión social, al fortalecimiento institucional, la sostenibilidad ambiental y la generación de empleos; siendo importante soporte de la Estrategia Nacional de Reducción de la Pobreza.
Director de DOSAPAS (Dirección de obras de agua potable y alcantarillado sanitario), del Ministerio de Salud Pública y Bienestar Social (SENASA), desde el 1 de enero de 2011 al 26 de junio de 2012.
Coordinador Técnico de la Fiscalización de la Construcción de las obras del Acueducto Principal Puerto Casado – Loma Plata (Chaco Paraguayo) desde el 1° de enero de 2014 hasta el 1° de junio de 2016. El servicio se realiza en el marco del llamado MOPC N° 15/2013, Licitación Pública Nacional de Firmas Consultoras para la Fiscalización de la Obra de Construcción del Acueducto Principal Puerto Casado – Loma Plata – Contrato S.G. Ministro N° 203/2013. Las Obras del Acueducto consisten en: Toma y aductora de agua cruda, planta de tratamiento, reservorio de agua tratada y una estación de bombeo en Puerto Casado; un tanque reservorio de 2500 m³ en Loma Plata y el tendido de un acueducto principal de 202,8 km de Puerto Casado hasta Loma Plata, con tuberías de 600 mm, 500 mm y 450 mm, en material de Poliéster Reforzado con Fibra de Vidrio(PRFV) o Plástico con Fibra de Vidrio (RPVC), de clase 20 y 25, utilizando la disposición Diente de sierra, con válvulas ventosas y válvulas de limpieza cada 1 km y con 4 (cuatro) estaciones de bombeos intermedias.
| Predecesor: Gerardo Rolón Posse | Ministro Secretario Ejecutivo De La Vivienda y El Hábitat Eliodoro Marecos Ibarrola 27 de junio de 2012 - 31 de mayo de 2013 | Sucesor: José Nuñez |

## Política
Afiliado al Partido Liberal Radical Auténtico (PLRA). En el  año 2010 fue elegido, en una elección partidaria, como miembro titular del Comité Liberal de Limpio, por un periodo de 30 meses como estipula el estatuto del partido, ocupando el cargo de Tesorero del Comité.En el año 2012, bajo su gestión de Tesorero del Comité, se inicia la construcción del local propio del Comité en la Ciudad de Limpio; después de varias gestiones se obtuvo la ayuda financiera del Directorio del Partido Liberal Radical Auténtico y de la Municipalidad de Limpio para dicha construcción y por primera vez, en el año 2012, el Comité del PLRA de Limpio cuenta con un inmueble y una edificación propia. En el año 2013 fue re-electo  como miembro titular del Comité Liberal de Limpio, para un periodo de 30 meses.
Fue nombrado Ministro Secretario Ejecutivo de la SENAVITAT, por el entonces Presidente de la República del Paraguay Dr. Federico Franco, ocupando el cargo desde el 27 de junio de 2012 hasta el 31 de mayo de 2013.
PRINCIPALES LOGROS  desde el 27 de junio de 2012 hasta el 31 de mayo de 2013.
1). PLANHAVI – Plan Nacional de Hábitat y vivienda del Paraguay. Fue presentado el documento PLANHAVI, al Presidente de la República, Dr. Federico Franco y Autoridades Nacionales, el 25 de octubre de 2012. Es un plan de alcance nacional con escenarios y metas de corto, mediano y largo plazo, con el fin de solucionar gradualmente el déficit habitacional, que asciende a 1.100.000 viviendas (en  2012). Esta cantidad de déficit habitacional se clasifica en: Mejoramiento (64 %), Ampliación (3 %), Mejoramiento y ampliación (21 %) y Nuevas viviendas (12 %). En el caso hipotético de que no existiera un cambio sustantivo en la política pública,  en el 2020, el déficit  afectaría a más de 1.500.000 viviendas. Involucró a instituciones del sector público, sector privado y organizaciones de la sociedad civil. Contó con el apoyo de la Cooperación Internacional de Chile, Alemania y Australia. En fecha 4 de abril de 2013, fue presentado el PLANHAVI en la STP (Secretaria Técnica de Planificación) a una comitiva de Parlamentarios de Australia, encabezada por la Presidenta del Congreso Australiano, la Sra. Anna Burke. La comitiva quedó muy complacida con los resultados obtenidos y felicitó la iniciativa. Mayor información ver en www.senavitat.gov.py y en  www.planhavi.org.py
2). PROGRAMA DE DONACIÓN TAIWAN-CHINA: Durante la administración del Ministro Ing. Eliodoro Marecos Ibarrola, se inició a ejecutar viviendas sociales con donación del  gobierno de Taiwan-China. El proyecto piloto fue ejecutado con 148 viviendas, en el Asentamiento de Nueva Esperanza, Barrio 15 de Agosto, Rincón del Peñón, Limpio, Departamento Central. La ejecución de las 148 viviendas fue óptima, razón por la cual el gobierno Taiwan-China, se comprometió a realizar más donaciones para la construcción de viviendas sociales.
3). PROGRAMA MEJORAMIENTO DE LA COMUNIDAD – PROYECTO MERCOSUR ROGA – FOCEM: Construcción de viviendas de interés social, con infraestructura básica y equipamiento comunitario, capacitación y promoción para el desarrollo social en los Barrios y Asentamientos con capacidad de gestión y trabajando eficazmente. Durante la administración del Ministro Ing. Eliodoro Marecos Ibarrola, se obtuvo la NO OBJECIÓN, con lo cual se inició la construcción de 399 viviendas, en tres proyectos: Encarnación, Presidente Franco y Pedro Juan Caballero.
4). PROGRAMA DE COOPERATIVA DE VIVIENDA – FONCOOP: Destinado a implementar proyectos de viviendas en el marco de la Ley 2329, incluyendo infraestructura. Fortaleciendo previamente las comunidades conformadas por los beneficiarios para acceder al programa. En este periodo se ha construido 32 viviendas en 4 Barrios Cooperativos, en el Departamento Central.
5). PROGRAMA MEJORAMIENTO DE LA COMUNIDAD – PROYECTO CEPRA: Destinado a la construcción de mejoramientos habitacionales en comunidades rurales, asentadas en terrenos del Instituto de Desarrollo Rural y de la Tierra – INDERT  y seleccionadas por la coordinadora Ejecutiva de la Reforma Agraria – CEPRA.  Se inició la construcción de 336 mejoramientos habitacionales en 7 Asentamientos de 3 Departamentos: Cordillera, Caaguazú y Canindeyú.
6). PROGRAMA DEL FONDO NACIONAL DE LA VIVIENDA SOCIAL – FONAVIS. Orientado a dotar de viviendas a las familias, mediante el otorgamiento de subsidios habitacionales en forma individual y a grupos organizados. En la administración del Ministro Ing. Eliodoro Marecos Ibarrola, se otorgaron 3.990 subsidios a la vivienda social (SVS). Para el Nivel I: 44 subsidios; para el Nivel II: 227 subsidios; para el Nivel III: 364 subsidios y para el Nivel IV: 3.355 subsidios.
7). PROGRAMA VIVIENDA ECONÓMICA. Orientado a dotar de viviendas urbanas a familias de clase media baja y media alta. En este periodo, se construyeron 30 departamentos y 300 viviendas individuales en comunidades de los Departamentos: Central, Caaguazú y San Pedro.
8). PROGRAMA MEJORAMIENTO DE LA COMUNIDAD – PROYECTO PUEBLO ORIGINARIO. Destinado a conceder viviendas a los sectores más vulnerables de los Asentamientos de Pueblos Originarios. Se inició la construcción de 492 viviendas para Pueblos Originarios, de los cuales, 399 son Asentamientos ubicados en la Región Oriental y 93 en la Región Occidental.
9). PROGRAMA MEJORAMIENTO DE LA COMUNIDAD – PROYECTO VY´A RENDA. Destinado a atender las necesidades habitacionales y de servicios básicos de la población, priorizando las soluciones habitacionales destinadas a familias de escasos recursos económicos y mejorando los Asentamientos humanos con participación de la comunidad, considerando aspectos urbanos y ambientales.  Se inició la construcción de  879 viviendas en los Departamentos de Concepción, San Pedro, Cordillera, Guairá, Caaguazú, Caazapá, Misiones, Paraguarí, Central, Ñeembucú y Amambay.
10). PROGRAMA MEJORAMIENTO DE BARRIOS. Plazas, calles, obras de saneamiento básico, equipamiento comunitario, arborización, entre otros, que contribuyan a mejorar la calidad de vida en el aspecto ambiental, social y cultural de los municipios seleccionados. Durante esta administración, se obtuvo plan de caja para la construcción de 32 mejoramientos de Barrios, en los Departamentos de San Pedro, Cordillera, Caaguazú, Caazapá, Misiones, Paraguarí, Central y Canindeyú.
Durante la administración del Ministro Ing. Eliodoro Marecos Ibarrola, se ejecutaron 6.606 acciones habitacionales, que ha generado empleo para 151.938 personas aproximadamente. Esta cifra se desglosa en: Mano de Obra Directa, que incluye oficiales de obras (2), ayudantes albañiles (3), plomeros (2), electricistas (2),  piseros (2), pintores (2), fiscal de obra (1), residente de obra (1). Mano de Obra Indirecta, que incluye transportistas (2), industrias cerámicas (2), oleros (3), proyectista (1).

El 28 de mayo de 2013, nota mediante dirigida al Presidente de la República, Dr. Federico Franco,renunció al cargo de Ministro de la SENAVITAT, por una desavenencia con el Ministro de Hacienda Dr. Manuel Ferreira, por la falta de transferencia de recursos a la institución,  que imposibilitaba honrar los compromisos contraídos con las empresas constructoras de viviendas sociales y con los “Grupos Sintechos” que accedían a los subsidios habitacionales por pertenecer a la franja de pobreza extrema. La mencionada  nota de renuncia fue aceptada, según Decreto 11.150 de fecha 31 de mayo de 2013.

## Deporte
Presidente del Club Unión Atlético Ribereño, en el periodo 2012/2013. El Club Unión Atlético Ribereño es una entidad deportiva y social afiliada a la Liga Limpeña de Fútbol y fundada el 23 de agosto de 1948.
Fue uno de los fundadores de la Federación Piqueteña de Fútbol de Salón, el 30 de noviembre de 1983.Presidente de la Federación Piqueteña de Fútbol de Salón en dos periodos; en los años 1988 y 2011.
Como futbolista, jugó por el Club Unión Atlético Ribereño y se consagró campeón en primera división, tres veces, en los años 1985, 1987 y 1989. También jugó en el Club Sportivo Peñón (Torneo Campeón de Campeones de la Séptima Región Deportiva) y en el Club 1° de Mayo de la Compañía Juan de Salazar de Limpio.
Como Salonista(Fútbol sala)jugó por el Club Centro de Estudiantes Piqueteños y por el Club San Antonio de Deportes.Formó parte de la primera selección Piqueteña de Fútbol de Salón que participó en las eliminatorias de la FEFUSI(Federación de Fútbol de Salón del Interior), en el año 1984.

## Social
Constituyó la Junta de Saneamiento de Piquete Cué, siendo su primer presidente y realizó el gerenciamiento para la construcción del sistema de abastecimiento de agua potable para la comunidad conjuntamente con el Ministerio de Salud Pública y Bienestar Social (SENASA), en el año 1993.
En 2002, preparó un proyecto de relleno sanitario (sin ningún costo) para eliminar el vertedero del Barrio San Blas de Piquete Cué, convirtiendo el predio en una plaza publica. Posteriormente diseñó un polideportivo en el predio recuperado realizando el gerenciamiento para obtener el financiamiento a través de la Municipalidad de Limpio y la Gobernación del Departamento Central. Este polideportivo fue inaugurado y entregado a la Comunidad Piqueteña, en mayo del año 2004. En el año 2012, siendo Ministro de la SENAVITAT, introdujo mejoras dentro de la plaza San Blas tales como: iluminación de dos canchas de fútbol y de dos cancha de voleyball, equipamiento del parque infantil, ciclo vía, restauración del monolito (replica del Peñón) y la implementación por primera vez en una plaza publica, de la conectividad a Internet, por el sistema de WI-FI, en forma totalmente gratuita. En 2013, a través del convenio entre la Municipalidad de Limpio y la SENAVITAT realizó el mejoramiento de la plaza pública del Barrio Virgen de Fátima de Piquete Cué-Limpio.
En el año 1982, constituyó el Centro de Estudiantes Piqueteños y fue su primer Presidente. Este Centro de Estudiantes promovía como objetivo principal aglutinar a jóvenes estudiantes que residían en la Compañía de Piquete Cué para defender la libertad frente a la dictadura del gobierno del Gral. Alfredo Stroessner. Como en aquella época regia en forma permanente el estado de sitio, no se permitía, las reuniones civiles, entre dos o más personas y por esta razón los jóvenes miembros del Centro de Estudiantes Piqueteños realizaban sus sesiones ordinarias, dentro del púlpito de la Iglesia María Auxiliadora, los días domingos, después de la misa dominical.